# Стоу, Джон Монтегю
Джон Монтегю Стоу (англ. John Montague Stow; 3 октября 1911 — 16 марта 1997) — британский колониальный чиновник. Награждён орденом Святых Михаила и Георгия и Королевским Викторианским орденом.

## Биография
С 1947 по 1953 год работал комиссаром британского правительства в Сент-Люсии. Затем был последним губернатором Барбадоса: занимал эту должность с 8 октября 1959 года по 29 ноября 1966 года. После того, как Барбадос получил независимость от Великобритании 30 ноября 1966 года, стал первым генерал-губернатором Барбадоса, эту должность занимал до 18 мая 1967 года. Скончался 16 марта 1997 года в возрасте 85 лет.